# Karel Antonie Godin de Beaufort
Karel Antonie Godin de Beaufort, heer van Maarn en Maarsbergen (Utrecht, 16 januari 1850 - Maarsbergen, 7 april 1921) was een Nederlandse politicus.
De Beaufort, telg uit het geslacht De Beaufort, was een conservatieve antirevolutionair uit een Utrechts adellijk regentengeslacht. Godin de Beaufort had rechten gestudeerd en was daarin gepromoveerd. Voordat hij Tweede Kamerlid werd, was hij al hoogheemraad, Statenlid (provincie Utrecht) en gemeenteraadslid (gemeente Utrecht) geweest.
Hij werd zonder veel enthousiasme in 1888 minister van Financiën in het kabinet-Mackay. Hij gaf geen blijk van een grote werklust en bracht geen belangrijke financiële wetgeving tot stand. Nadien werd hij - als vrij-antirevolutionair - Eerste Kamerlid. Met een korte onderbreking in 1904 zat hij van 1893 tot 1910 in de Eerste Kamer.
Sinds 1882 was hij eigenaar van het Huis Maarsbergen, dat sindsdien in familiebezit is gebleven.
Jhr. mr. K.A. Godin de Beaufort was de grootvader van de autocoureur jhr. Carel Godin de Beaufort (1934-1964).
- Bibsys: 2136820
- Biografisch Portaal: 28416274
- International Standard Name Identifier: 0000 0003 9499 6218
- Nederlandse Thesaurus van Auteursnamen: 121739287
- Parlement.com: vg09ll12vorv
- Virtual International Authority File: 289592921
- WorldCat: E39PBJmxTKW3jbdpcjcQh6xCcP